# Pfarrkirche Gußwerk

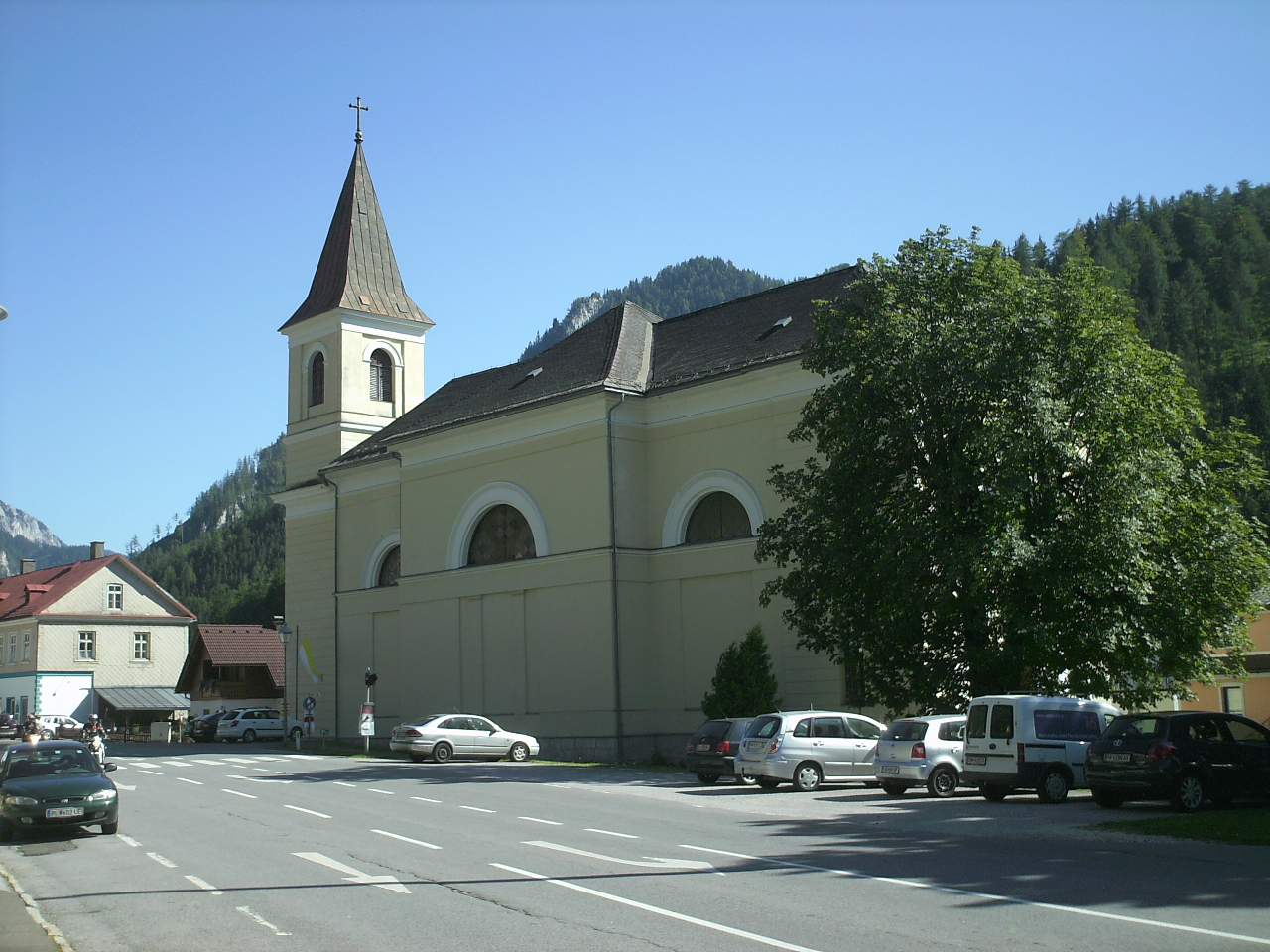
Pfarrkirche Heiliges Kreuz in Gußwerk

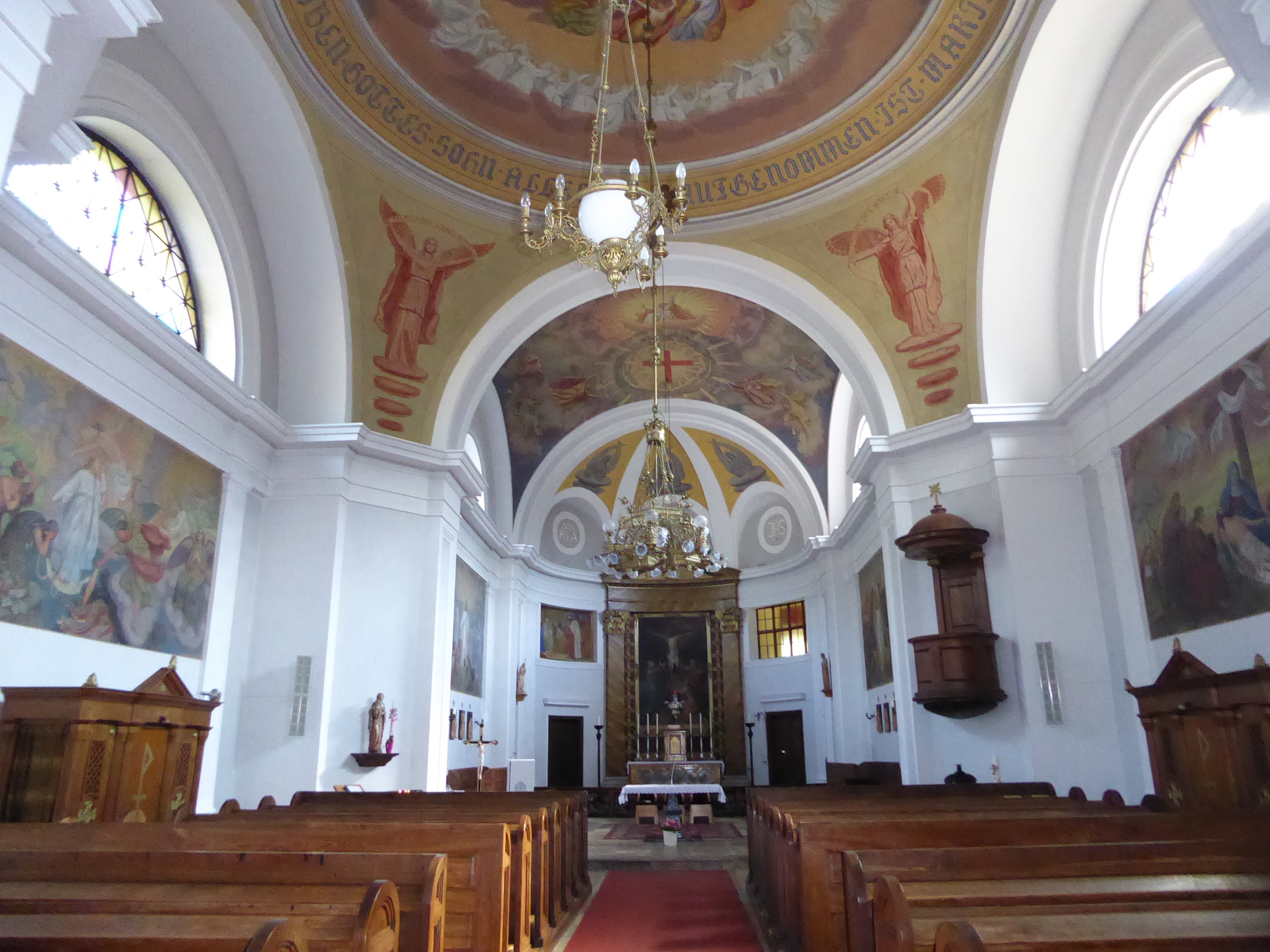
Innenansicht

Die römisch-katholische Pfarrkirche Gußwerk steht in der Ortschaft Gußwerk in der Gemeinde Mariazell im Bezirk Bruck-Mürzzuschlag in der Steiermark. Sie ist dem Heiligen Kreuz geweiht und liegt im Dekanat Bruck an der Mur in der Diözese Graz-Seckau. Das Bauwerk steht unter Denkmalschutz (Listeneintrag).

## Geschichte
Die Kirche wurde in den Jahren 1850 bis 1853 mit dem Baumeister Jakob Zearo errichtet und 1853 geweiht. In den Jahren 1951 bis 1952 erfolgte eine umfassende Innenrestaurierung. Seit 1958 ist die Pfarre Gußwerk eigenständig, davor war sie eine Filiale von Mariazell.

## Architektur
Das klassizistische Kirchengebäude ist ein einschiffiger Bau mit verbreitertem Mitteljoch. Dieses wird im Westen vom schmäleren Eingangsjoch und im Osten vom einjochigen Chor mit Kreissegmentabschluss eingefasst. Die einzelnen Joche des Kirchenschiffs sind mit Flachkuppelgewölben eingewölbt und durch Gurtbögen voneinander getrennt.
Die Fenster sind als Halbkreise ausgeführt und ruhen im Inneren auf einem durchlaufenden Gesims. Die Wand wird durch Pfeiler und Pilaster gegliedert. Die Westempore mit einem Brüstungsgitter aus Gusseisen ist vorkragend.
Die Fassade ist durch flache Dreiecksgiebel und Quaderputz sowie Pfeiler gegliedert.
Die Portalfassade ist durch einen Dreiecksgiebel und jeweils zwei Pilaster rechts und links des durch einen Treppenaufgang erhöhten Eingangsportals gegliedert. Darüber befindet sich ein Fenster in der Form eines Halbkreises.
Östlich des Chores befindet sich die Sakristei. Darüber befindet sich der Turm mit Spitzhelm.

## Ausstattung
Im Innenraum sind vor allem die gusseisernen Leuchter aus dem Gußwerker Eisengusswerk, die Wandfresken von Lukas Reicht, Mönch in Seckau aus dem Jahr 1951 bis 1952, und ein ebenfalls aus dem Gußwerker Eisengusswerk stammendes Tauf- und Weihwasserbecken. Der in die Rundung des Chores eingefügte Altar ist mit einem Dreieckgiebel bekrönt. Sein Mittelpunkt ist das von zwei Pilastern mit kunstvoll gearbeiteten Kapitellen eingefasste Altarblatt. Der einfach ausgeführte Prospekt der Orgel harmoniert mit dem Kirchenraum.